# Індро Монтанеллі
І́ндро Монтане́ллі (італ. Indro Montanelli; *22 квітня 1909, Фучеккьо — †22 липня 2001, Мілан) — італійський журналіст та історик. Одна з центральних фігур італійської міжнародної журналістики, іноземний кореспондент з 70-річним стажем, брав інтерв'ю зокрема в Ейнштейна та Гітлера, автор понад 100 книг, перша з яких вийшла 1935 року, а остання — 2001 року. До останніх днів життя працював в газеті Corriere della Sera: з 1995 року він вів щоденну колонку листів, відповідаючи на один лист щодня. Остання публікація Монтанеллі з'явилася наступного дня після його смерті: Corriere della Sera помістила на першу шпальту його прощальне звернення до читачів.
Монтанеллі відомий своїм новаторським підходом в написанні історії, засвідчений в таких працях, як «Історія Риму» чи «Історія греків». Останню було видано в перекладі українською 2010 року.